# Pseudognaptodon minutus
Pseudognaptodon minutus är en stekelart som först beskrevs av William Harris Ashmead 1894.  Pseudognaptodon minutus ingår i släktet Pseudognaptodon och familjen bracksteklar. Inga underarter finns listade i Catalogue of Life.